# Кейрос (Бразилия)
Кейрос (порт. Queiroz)  —  муниципалитет в Бразилии, входит в штат Сан-Паулу. Составная часть мезорегиона Марилия. Входит в экономико-статистический  микрорегион Тупан. Население составляет 2345 человек на 2006 год. Занимает площадь 235,496 км². Плотность населения — 10,0 чел./км².

## История
Город основан 28 марта 1964 года.

## Статистика
- Валовой внутренний продукт на 2003 составляет 64.284.124,00 реалов (данные: Бразильский институт географии и статистики).
- Валовой внутренний продукт на душу населения на 2003 составляет 28.381,51 реалов (данные: Бразильский институт географии и статистики).
- Индекс развития человеческого потенциала на 2000 составляет 0,730 (данные: Программа развития ООН).